# 2001-es strandlabdarúgó-világbajnokság
A 2001-es strandlabdarúgó-világbajnokság volt a 7. világbajnokság a standfutball történetében. A tornát 2001. február 11. és február 18. között rendezték meg Brazíliában, Costa do Sauipeben. Először fordult elő, hogy a világbajnoki trófeát nem Brazília szerezte meg. A világbajnok Portugália lett és házigazda brazilok ezúttal csak a negyedik helyen végeztek.

## Résztvevők
Rendező:
- Brazília (Dél-amerikai zóna)

Európai zóna
- Franciaország
- Németország
- Olaszország
- Portugália
- Spanyolország
- Törökország

Dél-amerikai zóna
- Argentína
- Peru
- Uruguay
- Venezuela

Észak-amerikai zóna
- Egyesült Államok

## Eredmények

### Csoportkör
| Jelmagyarázat                 |
| ----------------------------- |
| Továbbjutott a csoportkörből. |
| Kiesett a csoportkörből.      |

#### A csoport
| Csapat      | M | Gy | D | V | G+ | G– | Gk  | P |
| ----------- | - | -- | - | - | -- | -- | --- | - |
| Brazília    | 2 | 2  | 0 | 0 | 21 | 3  | +18 | 6 |
| Olaszország | 2 | 1  | 0 | 1 | 4  | 13 | –9  | 3 |
| Németország | 2 | 0  | 0 | 2 | 5  | 14 | –9  | 0 |

| 2001. február 11. |

| Brazília | 10–3 | Németország |
| -------- | ---- | ----------- |
|          |      |             |

| Costa do Sauipe |

| 2001. február 13. |

| Brazília | 11–0 | Olaszország |
| -------- | ---- | ----------- |
|          |      |             |

| Costa do Sauipe |

| 2001. február 14. |

| Olaszország | 4–2 | Németország |
| ----------- | --- | ----------- |
|             |     |             |

| Costa do Sauipe |

#### B csoport
| Csapat        | M | Gy | D | V | G+ | G– | Gk | P |
| ------------- | - | -- | - | - | -- | -- | -- | - |
| Franciaország | 2 | 2  | 0 | 0 | 12 | 6  | +6 | 6 |
| Peru          | 2 | 1  | 0 | 1 | 8  | 10 | –2 | 3 |
| Venezuela     | 2 | 0  | 0 | 2 | 7  | 11 | –4 | 0 |

| 2001. február 12. |

| Peru | 5–4 | Venezuela |
| ---- | --- | --------- |
|      |     |           |

| Costa do Sauipe |

| 2001. február 13. |

| Franciaország | 6–3 | Venezuela |
| ------------- | --- | --------- |
|               |     |           |

| Costa do Sauipe |

| 2001. február 14. |

| Peru | 3–6 | Franciaország |
| ---- | --- | ------------- |
|      |     |               |

| Costa do Sauipe |

#### C csoport
| Csapat           | M | Gy | D | V | G+ | G– | Gk | P |
| ---------------- | - | -- | - | - | -- | -- | -- | - |
| Portugália       | 2 | 2  | 0 | 0 | 9  | 3  | +6 | 6 |
| Egyesült Államok | 2 | 1  | 0 | 1 | 5  | 4  | +1 | 3 |
| Uruguay          | 2 | 0  | 0 | 2 | 1  | 8  | –7 | 0 |

| 2001. február 12. |

| Egyesült Államok | 3–0 | Uruguay |
| ---------------- | --- | ------- |
|                  |     |         |

| Costa do Sauipe |

| 2001. február 13. |

| Egyesült Államok | 2–4 | Portugália |
| ---------------- | --- | ---------- |
|                  |     |            |

| Costa do Sauipe |

| 2001. február 14. |

| Portugália | 5–1 | Uruguay |
| ---------- | --- | ------- |
|            |     |         |

| Costa do Sauipe |

#### D csoport
| Csapat        | M | Gy | D | V | G+ | G– | Gk | P |
| ------------- | - | -- | - | - | -- | -- | -- | - |
| Argentína     | 2 | 2  | 0 | 0 | 6  | 0  | +6 | 6 |
| Spanyolország | 2 | 1  | 0 | 1 | 2  | 4  | –2 | 3 |
| Törökország   | 2 | 0  | 0 | 2 | 1  | 5  | –4 | 0 |

| 2001. február 12. |

| Spanyolország | 2–1 | Törökország |
| ------------- | --- | ----------- |
|               |     |             |

| Costa do Sauipe |

| 2001. február 13. |

| Argentína | 3–0 | Törökország |
| --------- | --- | ----------- |
|           |     |             |

| Costa do Sauipe |

| 2001. február 14. |

| Argentína | 3–0 | Spanyolország |
| --------- | --- | ------------- |
|           |     |               |

| Costa do Sauipe |

### Egyenes kieséses szakasz

#### Negyeddöntők
| 2001. február 16. |

| Franciaország | 5–4 | Olaszország |
| ------------- | --- | ----------- |
|               |     |             |

| Costa do Sauipe |

| 2001. február 16. |

| Argentína | 5–1 | Egyesült Államok |
| --------- | --- | ---------------- |
|           |     |                  |

| Costa do Sauipe |

| 2001. február 16. |

| Portugália | 1–0 | Spanyolország |
| ---------- | --- | ------------- |
|            |     |               |

| Costa do Sauipe |

| 2001. február 16. |

| Brazília | 7–1 | Peru |
| -------- | --- | ---- |
|          |     |      |

| Costa do Sauipe |

#### Elődöntők
| 2001. február 17. |

| Portugália | 6–5 | Brazília |
| ---------- | --- | -------- |
|            |     |          |

| Costa do Sauipe |

| 2001. február 17. |

| Franciaország | 6–5 | Argentína |
| ------------- | --- | --------- |
|               |     |           |

| Costa do Sauipe |

#### Bronzmérkőzés
| 2001. február 18. |

| Argentína | 6–5 | Brazília |
| --------- | --- | -------- |
|           |     |          |

| Costa do Sauipe |

#### Döntő
| 2001. február 18. |

| Portugália | 9–3 | Franciaország |
| ---------- | --- | ------------- |
|            |     |               |

| Costa do Sauipe |

| A 2001-es strandlabdarúgó-világbajnokság győztese |
| ------------------------------------------------- |
| PORTUGÁLIA 1. cím                                 |

## Külső hivatkozások
- rsssf.com (angolul)